# Азербайджан на «Евровидении-2013»
На конкурсе песни «Евровидение-2013» в Швеции, в городе Мальмё, Азербайджан представлял Фарид Мамедов с песней «Hold Me».

## Отборочный процесс
Представитель страны был выбран посредством Национального отборочного тура, организованного общественным телевидением страны.

## Участие в конкурсе «Евровидение 2013»
В 2013 году Азербайджан принимал участие в конкурсе песни «Евровидение» в шестой раз и назывался в числе фаворитов в букмекерских (William Hill, Ladbrokes и другие) прогнозах.
В сценическом номере как образ тени и alter ego был задействован этюд акробата (Александр Кузьменко) в стеклянном кубе под и рядом с исполнителем, а также босоногая подтанцовщица в красном платье с чрезвычайно длинными полами.
16 мая Фарид Мамедов выступал под 4-м номером во втором полуфинале и, заняв 1-е место, прошёл в финал. 18 мая в финале Фарид выступал под 20-м номером и занял 2-е место, набрав 234 балла. Это максимальное количество очков, которое Азербайджан набирал на конкурсе до этого, в том числе больше чем 221 балл, полученный при победе страны на «Евровидение 2011». Максимальное количество баллов (12) Азербайджану дали 10 стран, что больше чем 8 стран, давших их победительнице из Дании Эммили де Форест.
Примечательно, что Азербайджан поставил 12 баллов своему прямому конкуренту — Украине.

## Результаты

### Полуфинал
| Голоса за исполнителя Азербайджана в полуфинале | Голоса за исполнителя Азербайджана в полуфинале             |
| ----------------------------------------------- | ----------------------------------------------------------- |
| Оценка                                          | Страна                                                      |
| 12                                              | Болгария, Грузия, Греция, Венгрия, Израиль, Мальта, Румыния |
| 10                                              | —                                                           |
| 8                                               | Албания, Македония, Франция, Исландия                       |
| 7                                               | Латвия                                                      |
| 6                                               | —                                                           |
| 5                                               | Норвегия                                                    |
| 4                                               | —                                                           |
| 3                                               | Финляндия, Сан-Марино, Швейцария                            |
| 2                                               | Испания                                                     |
| 1                                               | —                                                           |

| Голосование Азербайджана в полуфинале | Голосование Азербайджана в полуфинале |
| ------------------------------------- | ------------------------------------- |
| Оценка                                | Страна                                |
| 12                                    | Мальта (4 место)                      |
| 10                                    | Грузия (10 место)                     |
| 8                                     | Румыния (5 место)                     |
| 7                                     | Греция (2 место)                      |
| 6                                     | Израиль (14 место)                    |
| 5                                     | Норвегия (3 место)                    |
| 4                                     | Болгария (12 место)                   |
| 3                                     | Финляндия (9 место)                   |
| 2                                     | Албания (15 место)                    |
| 1                                     | Сан-Марино (11 место)                 |

### Финал
| Голоса за исполнителя Азербайджана в финале | Голоса за исполнителя Азербайджана в финале                                            |
| ------------------------------------------- | -------------------------------------------------------------------------------------- |
| Оценка                                      | Страна                                                                                 |
| 12                                          | Австрия, Болгария, Грузия, Греция, Венгрия, Израиль, Литва, Мальта, Черногория, Россия |
| 10                                          | Белоруссия, Румыния, Украина                                                           |
| 8                                           | Кипр, Франция, Молдавия                                                                |
| 7                                           | Албания, Хорватия, Исландия, Испания                                                   |
| 6                                           | Швейцария                                                                              |
| 5                                           | Бельгия, Сербия                                                                        |
| 4                                           | Германия                                                                               |
| 3                                           | Латвия, Словения                                                                       |
| 2                                           | Ирландия, Сан-Марино, Нидерланды                                                       |
| 1                                           | —                                                                                      |

| Голосование Азербайджана в финале | Голосование Азербайджана в финале |
| --------------------------------- | --------------------------------- |
| Оценка                            | Страна                            |
| 12                                | Украина (3 место)                 |
| 10                                | Грузия (15 место)                 |
| 8                                 | Мальта (8 место)                  |
| 7                                 | Белоруссия (16 место)             |
| 6                                 | Румыния (13 место)                |
| 5                                 | Дания (1 место)                   |
| 4                                 | Греция (6 место)                  |
| 3                                 | Литва (22 место)                  |
| 2                                 | Норвегия (4 место)                |
| 1                                 | Молдавия (11 место)               |